# پیتر ورنر
پیتر ورنر (انگلیسی: Peter Werner؛ ۱۷ ژانویهٔ ۱۹۴۷ - ۲۱ مارس ۲۰۲۳) کارگردان تلویزیونی و سینما اهل ایالات متحده آمریکا بود. وی از سال ۱۹۷۱ میلادی تا ۲۰۲۲ مشغول فعالیت بوده‌ است. سرانجام ورنر در ۲۱ مارس ۲۰۲۳ بر اثر عوارض قلبی به دنبال پارگی آئورت در ویلمینگتون، کارولینای شمالی، درگذشت.
در سال ۱۹۷۷، ورنر برنده اسکار بهترین فیلم کوتاه اکشن زنده برای کارگردانی فیلم کوتاه در منطقه یخ شد. از آن زمان او عمدتاً روی کارگردانی تلویزیون کار کرد.